# Верхнепышминский трамвай
Верхнепышми́нский трамва́й — междугородняя трамвайная линия, соединяющая города Екатеринбург и Верхнюю Пышму, запущенная в эксплуатацию 31 августа 2022 года. Имеет соединение с Екатеринбургским трамваем.
Первая в истории постсоветской России междугородняя трамвайная линия, а также самая молодая.
Трамвайная линия имеет две конечные станции, 12 промежуточных остановок. На линии эксплуатируются 11 вагонов. Построено собственное электродепо. Большая часть трамвайных путей проходит по обособленным участкам. Основное назначение системы в данный момент — перевозка пассажиров между Екатеринбургом и Верхней Пышмой.
Стоимость проезда по маршруту зависит от расстояния. Так, проезд внутри Верхней Пышмы стоит 23 рубля, от станции «Чуцкаева» до конечной трамвая в Пышме — 31,5 рублей. Полный проезд стоит 40,5 рублей.
Трамвайная линия, согласно графику работы, осуществляет перевозку пассажиров с 05:20 до 23:33, интервалы движения в будни с 6 до 9 часов — 7-8 минут, с 9 до 15 — 7-16, с 15 до 19 — 6-15, с 19 до 24 — 6-17 минут, в выходные — 10-20 минут.
Трамвайная линия управляется компанией ООО «Верхнепышминский трамвай».
С 1 ноября 2022 года в вагонах прекратили работу кондукторы. На линии начала работу контролерская служба.
В ноябре 2022 года проект линии получил Премию имени В. Н. Татищева и Г.В. де Геннина.

## История

### Разработка линии
При проектировке линии между городами рассматривалось несколько вариантов: рельсовый автобус, линия наземного метро, монорельс и городской трамвай из Екатеринбурга. В июле 2015 года областные власти окончательно остановили свой выбор на трамвайном сообщении между Верхней Пышмой и Екатеринбургом.

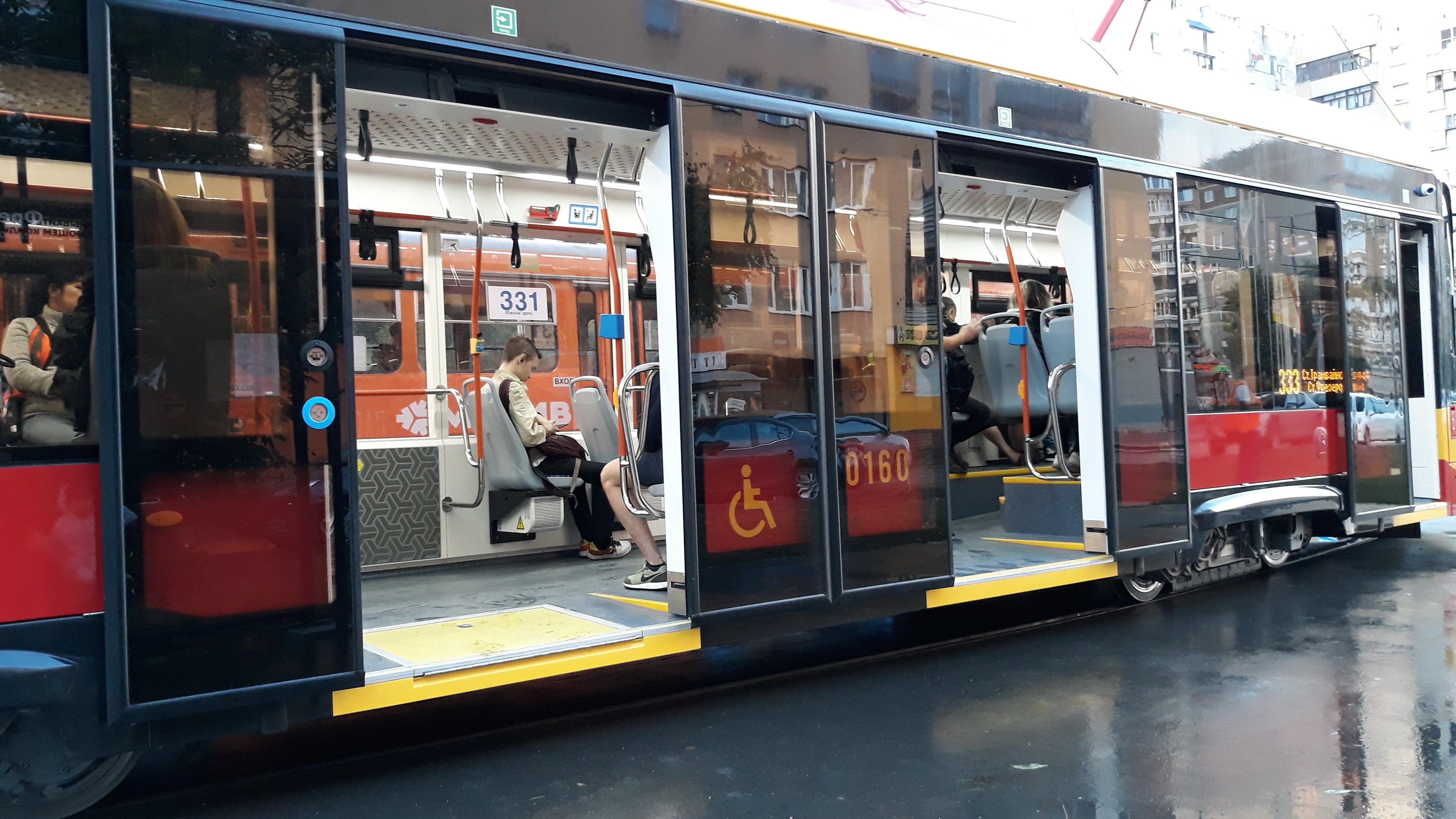
Трамвай на кольце Фрезеровщиков в Екатеринбурге 1 сентября 2022

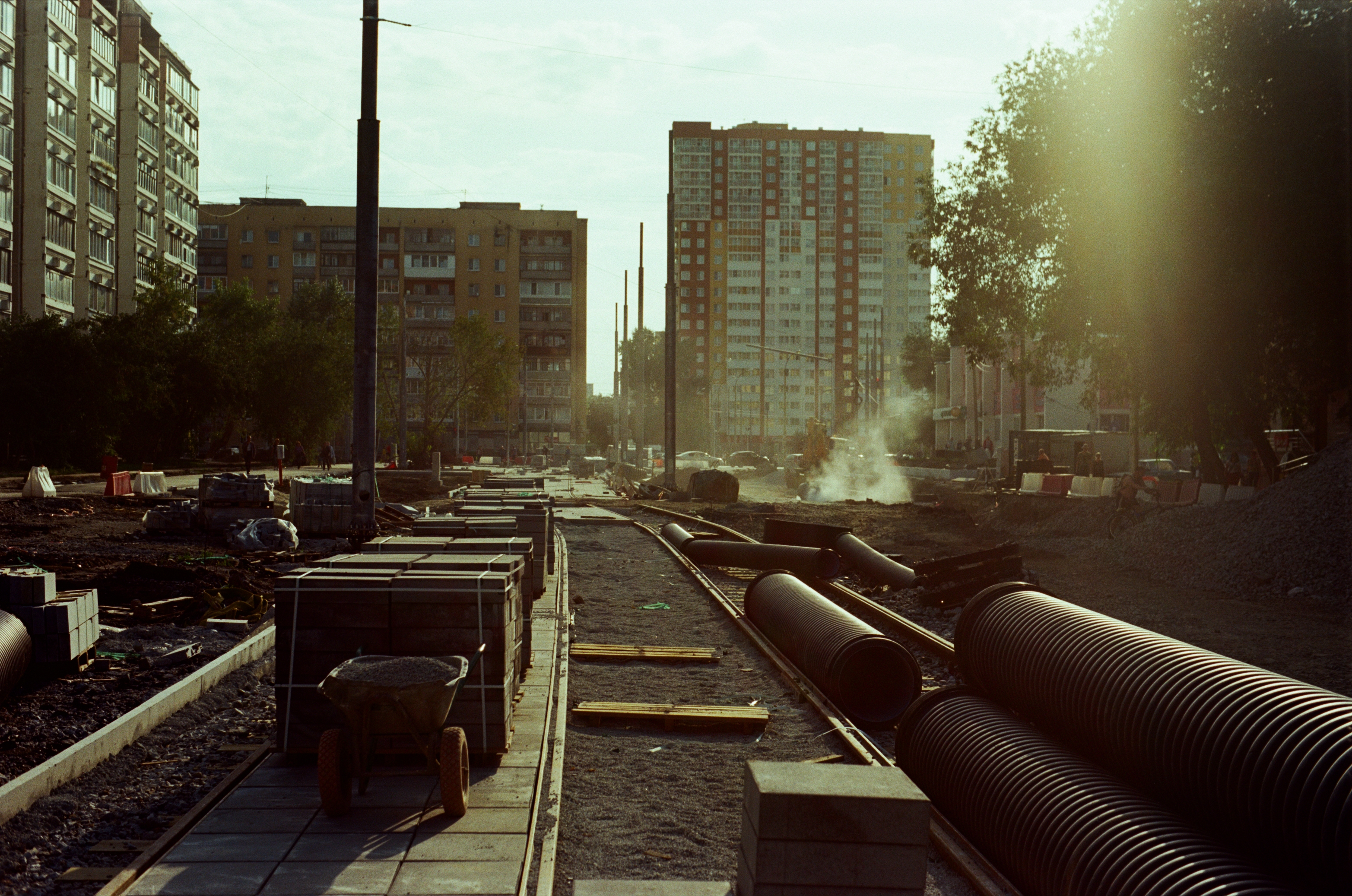
Прокладка трамвайной линии по улице Фрезеровщиков в Екатеринбурге

Трамвайная линия изначально была запроектирована по маршруту «Фрезеровщиков» — «Гастрольный театр».

### Строительство линии
В феврале 2018 года, после того, как проект прошёл все необходимые согласования, был объявлен конкурс на строительство трамвайной линии.
21 февраля 2018 года для строительства трамвайной линии участок автомобильной дороги г. Екатеринбург — г. Невьянск в границах города Верхняя Пышма был передан в муниципальную собственность.
В конце февраля 2018 года была создана рабочая группа по реализации проекта строительства трамвайной линии. Аукцион был разыгран со второй попытки в апреле 2018 года. Контракт на строительство трамвайной линии получил инженерно-строительный центр УГМК.
22 апреля 2019 года в Верхней Пышме был перекрыт участок Успенского проспекта от ул. Петрова до ул. Обогатителей для проведения строительных работ. Для реконструкции дороги движение транспорта на участке от проспекта Космонавтов до дома № 30 на улице Берёзовой планировали закрыть с 26 августа до 20 октября 2019, однако сроки растянулись, место работ стало затапливать водой из озера. Строители были вынуждены срочно возводить дамбу.
В декабре 2019 во время зимней оттепели в болоте на окраине озера затонули два экскаватора. В марте 2020 года началась укладка путей на территории города. В начале апреля 2020 года установлена тяговая подстанция для пышминской части линии.

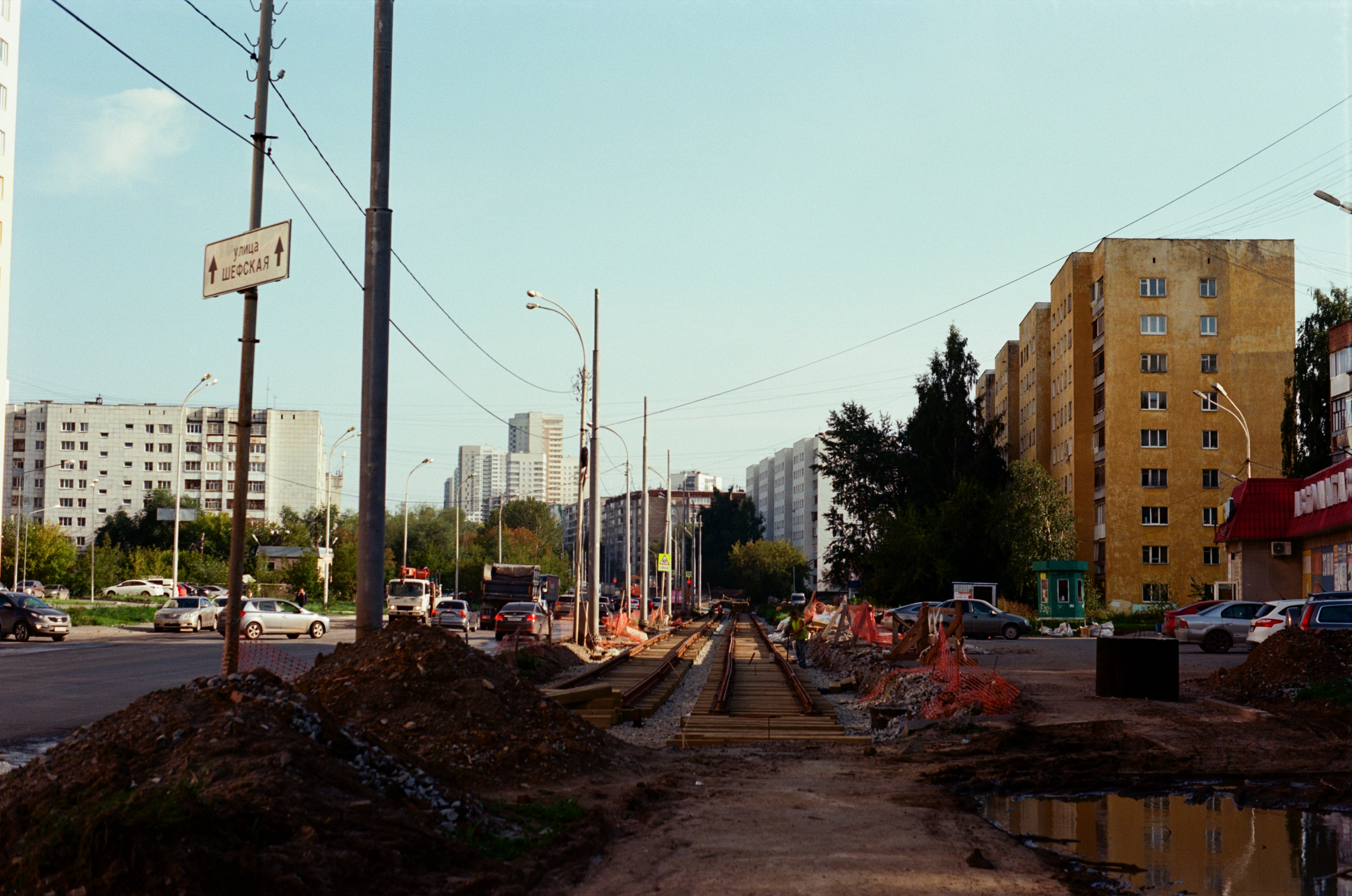
Прокладка трамвайной линии в Екатеринбурге

В апреле 2020 года началась укладка рельсов на территории Верхней Пышмы. В мае 2020 года началась перестройка трамвайного оборотного кольца на станции Фрезеровщиков. 15 сентября 2021 года заложено трамвайное депо у конечной в Верхней Пышме.

### Концессия
30 декабря 2020 года Министерство инвестиций и развития Свердловской области опубликовало предложение на заключение концессионного соглашения в отношении трамвайной линии «Верхняя Пышма — Екатеринбург». С частной инициативой выступило ООО «Верхнепышминский трамвай». Соответствующий лот опубликован на официальном сайте торгов.
Согласно документации, объектом соглашения выступают — депо, трамвайные пути, подвижной состав в количестве 11 низкопольных односекционных трамвайных вагонов. Инвестор должен будет построить непосредственно депо и поставить вагоны, а также осуществлять эксплуатацию и техническое обслуживание. Стоимость объектов капитального строительства оценивается в 1,27 млрд руб., подвижного состава — 495 млн руб. Предусмотрена плата концедента — инвестиционный платеж в размере 2,97 млрд руб. и эксплуатационный платеж — 1,99 млрд руб.
16 февраля 2021 года конкурсная комиссия приняла решение обеспечить разработку проекта концессионного соглашения с ООО «Верхнепышминский трамвай».
20 мая 2021 года министр транспорта и дорожного хозяйства Свердловской области Василий Старков и генеральный директор компании «Верхнепышминский трамвай» (входит в группу «Мовиста Регионы») Максим Коготков подписали концессионное соглашение.

### Приёмка и обкатка линии
В декабре 2021 года состоялась техническая обкатка линии. 30 декабря 2021 трамвай 71-407-01 провез первых ВИП-пассажиров.
Ориентировочный срок окончания работ намечался на 3 квартал 2021 года, однако к декабрю 2021 готовность трамвайной линии в границах Верхней Пышмы составляет 99 %, в границах Екатеринбурга — 90 %. Остались работы по благоустройству прилегающей территории, они будут выполнены после схода снежного покрова в 2022 г.. Кроме того, необходимо достроить депо, планировалось ввести его в эксплуатацию летом 2022 года.
В конце апреля 2022 года началась обкатка поездной нагрузкой для укрепления основания путей. В мае 2022 года Росреестр начал процесс кадастрового учёта участков по трамвайной линией. В начале июня планировалось, что регулярное движение по новой ветке будет запущено в августе 2022 года. Вначале вагоны будут обслуживать в Северном трамвайном депо, принадлежащем Гортрансу (отдельное депо для «Львят» будет построено к лету 2023). Недавно проект депо прошёл госэкспертизу. С 24 августа 2022 года новые трамвайные вагоны прошли обкатку.

### Ввод в эксплуатацию
Приказом Министерства транспорта и дорожного хозяйства Свердловской области от 01.07.2022 № 224 маршруту «г. Екатеринбург (Фрезеровщиков) — г. Верхняя Пышма (Трамвайное кольцо)» присвоен порядковый номер 333, а сведения о нём включены в реестр межмуниципальных маршрутов регулярных перевозок пассажиров и багажа автомобильным транспортом и городским наземным электрическим транспортом на территории Свердловской области.
Введена в эксплуатацию 31 августа 2022 года.

## Маршруты
На момент августа 2022 года, в эксплуатации находится единственная линия:
| №   | Конечные пункты                                                          | Маршрут следования | Примечания                                                |
| --- | ------------------------------------------------------------------------ | --- | --------------------------------------------------------- |
| 333 | ст. Трамвайное кольцо (Верхняя Пышма) — ст. Фрезеровщиков (Екатеринбург) | ЕКАТЕРИНБУРГ — ул. Фрезеровщиков — ул. Шефская — ул. Льва Люльева — ул. Новосадовая — ул. 2-я Меридиональная — ул. Широтная Северная — пр-т Космонавтов — пр-т Успенский — ул. Октябрьская — ВЕРХНЯЯ ПЫШМА | Время в пути — ~25 минут. Минимальная скорость — 24 км/ч. |

### Остановочные пункты
Приказом Министерства транспорта и дорожного хозяйства Свердловской области № 224 установлены следующие 14 остановочных пунктов (включая две конечные станции):

Кольцо трамвая в Верхней Пышме1 сентября 2022

в Екатеринбурге:
- Станция «Фрезеровщиков»;
- Старых Большевиков;
- Шефская;
- Академия спорта;
- Тепличная;
- Льва Люльева;
- Парк «Пышминские озерки»;
- Чуцкаева;
- Полевая;
- озеро Лебяжье.

в Верхней Пышме:
- Развилки;
- Рудничная;
- Храм Успения;
- Трамвайное кольцо.

## Подвижной состав
В регулярную эксплуатацию приняты 11 вагонов типа 71-911ЕМ «Львёнок», которые были закуплены и поставлены в 2022 году.

## Депо
Строительство трамвайного депо для верхнепышминского трамвая было начато ещё в конце 2021 года, однако уже к апрелю 2022 года появились серьёзные проблемы с завершением проекта из-за госэкспертизы, но уже к началу лета проблема была разрешена, и строительство продолжилось. Временно для размещения трамваев использовалось северное трамвайное депо г. Екатеринбург.
Само депо верхнепышминского трамвая находится на территории Верхней Пышмы, между Успенским проспектом и улицей Сыромолотова.
С 15 июля 2023 года линия временно закрыта. Осуществляется врезка стрелочных переводов для присоединения депо. Работа линии возобновлена 14 августа 2023 года. Технологически депо присоединили в декабре 2023 года.
Трамвайное депо введено в эксплуатацию 21 февраля 2024 года.

## Путевое развитие
Общая протяжённость путей — 17.2 километра. Преобладающие конструкции путей — классическая шпально-щебёночная и классическая шпально-песчаная.

## Перспективы развития
Согласно сообщению Максима Коготкова, гендиректора ООО «Верхнепышминский трамвай», в различное время рассматривались, и рассматриваются сейчас различные перспективы для дальнейшего развития трамвая. По одной из такой перспектив развития, в будущем могут появиться и другие маршруты, так как трамвайная линия фактически интегрирована в сеть Екатеринбурга. В том числе, по его же словам, правительством городов и области рассматривается возможность расширения трамвайной сети внутри Верхней Пышмы, а также продления линии в Среднеуральск.

## Критика
Основной недостаток системы — малая протяжённость: линия не доходит до центра Верхней Пышмы и проходит в частном секторе, из-за чего наблюдался низкий пассажиропоток. После отмены автобусов № 111 и 108 в 2024 году ситуация несколько улучшилась.